# Héctor Poleo

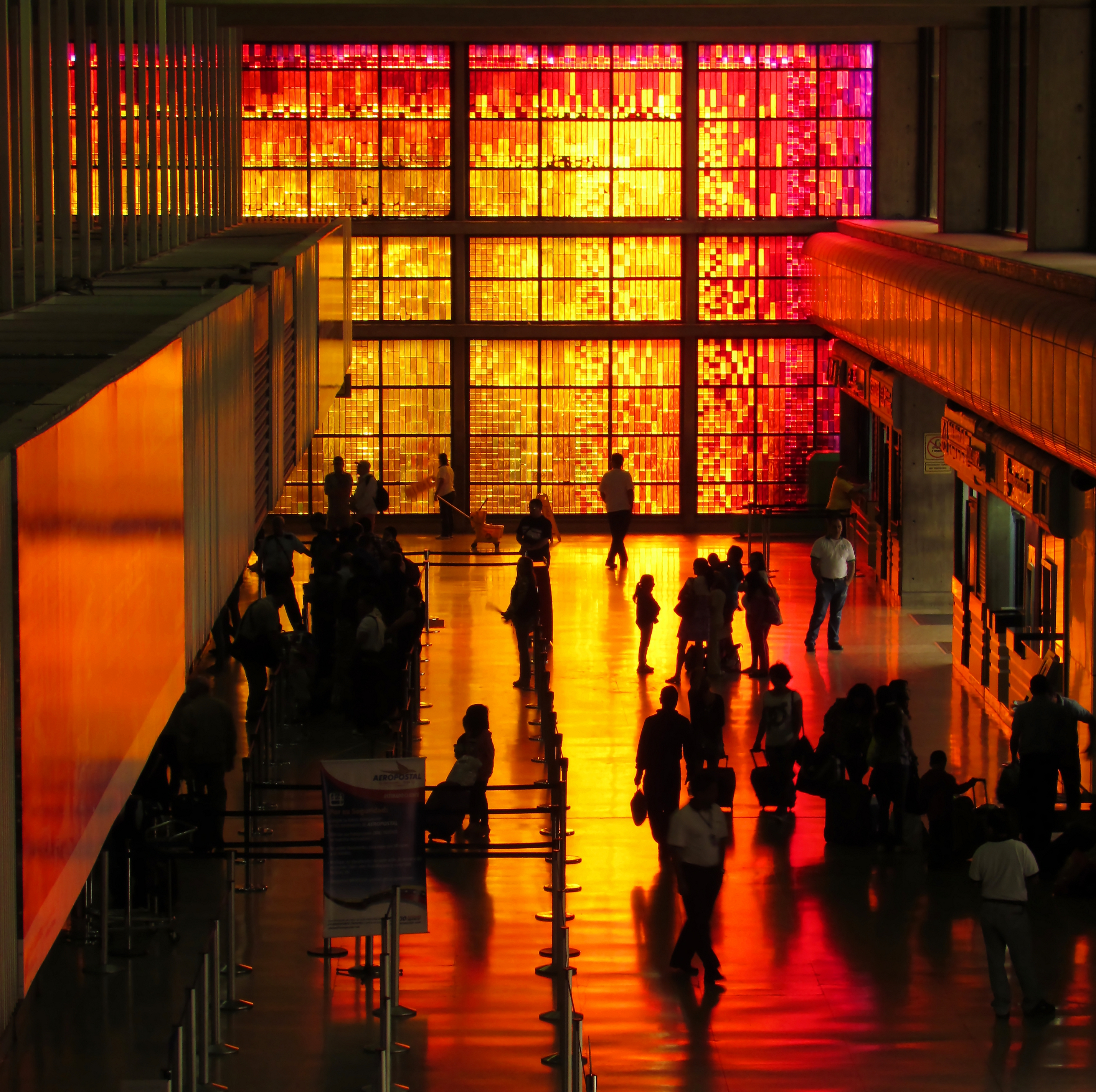
Vitraux de l'aéroport international Simón Bolívar de Maiquetía.

Héctor Poleo est un peintre vénézuélien, né à Caracas le 20 juin 1918 et mort dans la même ville le 26 mai 1989. 

## Biographie
Après avoir fréquenté à partir de 1930 l'Académie des Beaux-Arts de Caracas et réalisé sa première exposition personnelle en 1937, Héctor Poleo obtient en 1938 une bourse gouvernementale pour le Mexique.
À Mexico il entre à l'Académie San Carlos et découvre les œuvres des artistes du muralisme et du réalisme social, Diego Rivera, David Alfaro Siqueiros et José Clemente Orozco. Il réalise à Mexico une exposition en 1940 puis effectue un voyage aux États-Unis. Il regagne ensuite Caracas où il expose, au musée des beaux-arts, en 1941, puis voyage de Bogota à Quito à travers les pays andins. Installé en 1944 à New York et de 1948 à 1959 à Paris, marié en 1949 à la céramiste Adelita Rico, il revient à Caracas puis se fixe définitivement à Paris.
Héctor Poleo participe en 1953 à la biennale de São Paulo, en 1954 à la biennale de Venise. Il réalise de nombreuses expositions personnelles, notamment au musée des beaux-arts de Caracas en 1941, 1946, 1950 et 1974, à Washington en 1945 et 1948, au Musée d'art moderne de Mexico en 1974, à l'ambassade du Venezuela à Paris en 1978
Il réalise une peinture murale pour la Cité universitaire de Caracas, des vitraux pour l'aéroport international Simón Bolívar de Maiquetía et pour la station La Paz des lignes 2 et 4 du métro de Caracas, des sculptures en 1983 à Caracas pour le bicentenaire de la naissance de Simón Bolívar et pour la station Bolivar du métro de Paris.
Héctor Poleo crée également deux médailles commémoratives pour le bicentenaire de la naissance de Bolivar et pour l'UNESCO.

## L'œuvre
De 1930 à 1937 les paysages d'Héctor Poleo sont, en un premier temps, structurés à partir de l'héritage de Cézanne. 
Dans un deuxième temps, de 1940 à 1945, sa peinture s'attache davantage à la figure humaine, s'inscrivant sous le signe du réalisme social. 
Après avoir traversé de 1945 à 1950 une troisième période, surréaliste, elle s'engage jusqu'en 1960 dans une figuration néoplastique. 
De 1960 à sa mort l'œuvre d'Héctor Poleo développe une figuration poétique ou, selon le mot de Miguel Ángel Asturias à son propos, une abstraction figurée qui parfois touche à la non figuration.

## Jugement
- « Une splendide combinaison de soustractions opérées sur des substances crues, traitées dans un bouillonnement de magie, jusqu'à les transformer en réminiscences d'écume de fruit, de kaléidoscope de plumages, de sanguine douce de pierres de lumière. […] Insomnie d'astres qui se dévorent eux-mêmes. Structures intimes. […] Tout est re-création, jusqu'à la lumière qui s'invente elle-même pour illuminer des abstractions figurées. »

Miguel Ángel Asturias